# روبرت كرافت (رجل أعمال)
روبرت كينيث كرافت  (من مواليد  5 يونيو 1941) هو ملياردير و رجل أعمال أمريكي. وبشغل منصب رئيس مجلس الإدارة والمدير التنفيذي لمجموعة كرافت ، وهي شركة قابضة تستثمر في مجموعة من المجالات الاقتصادية و  تضم أصولاً في صناعات الورق والتعبئة والتغليف، والرياضة والترفيه والتطوير العقاري و لديها محفظة استثمارية للأسهم الخاصة . و يمتلك كرافت منذ عام 1994 فريق نيو إنجلاند باتريوتس و هو أحد الأندية  المنضوية في الدوري الوطني لكرة القدم الأمريكية (NFL). كما أنه يستحوذ على فريق نيو إنغلاند ريفولوشن الذي يمارس الدوري الأمريكي لكرة القدم (MLS)، والذي أسسه سنة 1996، وفريق بوسطن أبرايزنج المتخصص في الرياضات الإلكترونية ، والذي أنشأه كرافت سنة 2017. ووفقاً لتقديرات مجلة فوربس الصادرة في يونيو 2024، تقدر ثروته الصافية بـ 11.1 مليار دولار أمريكي .

## النشأة و التعليم
وُلِد روبرت كرافت في بروكلين، في ولاية ماساتشوستس ، و تدعى أمه  سارة برينا (ويبر) وأما أبوه فهو هاري كرافت ، كان يعمل في صناعة الملابس النسائية في الحي الصيني بمدينة بوسطن. ولدت والدته في هاليفاكس، نوفا سكوشا ؛ وكان والده من القادة العلمانيين  في كنيس مجمع كهيلاث إسرائيل في بروكلاين، ومع ذلك رغب في أن يصبح ابنه حاخاما. و عُرف عن عائلة كرافت انتماؤها إلى الطائفة اليهودية الأرثوذكسية الحديثة. تلقى روبرت تعليمه الابتدائي في مدرسة إدوارد ديفوشن وتخرج من مدرسة بروكلين الثانوية. في طفولته، كان يبيع الصحف خارج ملعب بريفز في بوسطن. و خلال المرحلة الثانوية، لم يكن مسموحا له المشاركة في معظم الأنشطة الرياضية لأن ذلك كان يتعارض مع دراسته للغة العبرية بعد المدرسة، ومراعاة أيضا لحرمة  السبت عند اليهود.
التحق كرافت بجامعة كولومبيا مستفيدا من منحة دراسية أكاديمية وشغل منصب رئيس الدفعة خلال فترة دراسته. كما لعب في مركز الأمان الدفاعي ضمن فرق كرة القدم للناشئين وفريق الوزن الخفيف بالجامعة. خلال تلك الفترة، أقام كرافت في كارمان للسكن الجامعي. و تعرّف على  ميرا هاييت في أحد مطاعم الأطعمة الجاهزة في منطقة باك باي في بوسطن سنة 1962،  وتزوجا في يونيو 1963. و تخرج كرافت من جامعة كولومبيا في العام نفسه ، وحصل على درجة الماجستير في إدارة الأعمال من كلية هارفارد للأعمال في عام 1965.
انتُخب كرافت رئيسا للجنة الحزب الديمقراطي في مدينة نيوتن عندما كان في السابعة والعشرين من عمره. و فكر آنذاك كرافت في الترشح لمجلس النواب الأمريكي ضد النائب فيليب جيه فيلبين سنة 1970 لكنه عدل عن ذلك ، متخوفا من كون الانخراط في الحياة السياسية قد يؤدي  إلى التاثير سلبا على حياته الخاصة والضغط على عائلته . وشكلت حادثة انتحار صديقه النائب في مجلس الولاية إتش جيمس شيا جونيور في عام 1970 سببا إضافيا في عدم دخوله معترك السياسة.

## المسار المهني
بدأ روبرت كرافت مسيرته المهنية مع مجموعة راند ويثني، وهي شركة تعبئة وتغليف مقرها في مدينة ووستر و التي كان يديرها حموه يعقوب هايت . سنة 1968، استحوذ كرافت على الشركة من خلال عملية شراء بالاقتراض. و ما زال كرافت يشغل رئيس مجلس إدارتها حتى الآن. في عام 1972، أسس شركة المنتجات الحرجية الدولية، وهي شركة تتاجر في السلع الورقية المادية. و شكلت الشركتان المدمجتان أكبر شركتين خاصتين في مجال الورق والتغليف المملوكة للقطاع الخاص في الولايات المتحدة، و صرح كرافت بأنه أسس الشركة انطلاقا من حدسه القوي بأن الزيادة في الاتصالات والنقل الدوليين ستؤدي إلى توسع التجارة العالمية في أواخر القرن العشرين.
أصبحت شركة المنتجات الحرجية الدولية من بين أكبر 100 شركة تصدير واستيراد في الولايات المتحدة سنة 1997 وفي عام 2001 تم تصنيفها في المرتبة السابعة في قائمة مجلة التجارة في هذه الفئة  ، وصرّح كرافت سنة 1991 عن نشاط الشركة قائلًا: "نخدم عددًا من الشركات، بما في ذلك أفون وكوداك وشركات مستحضرات التجميل والحلوى والألعاب". نحن نقدم خدمات لعدد من الشركات ، بما في ذلك أفون وكوداك وشركات مستحضرات التجميل والحلوى والألعاب." و أنتجت الشركة علبا كرتونية مموجة وقابلة للطي ، والتي قال عنها " تُستخدم لتغليف كل شيء من صاروخ باتريوت، إلى حلوى النعناع، إلى إستي لودر وإنديانا جلاس وبولارويد". واستحوذت شركة كرافت على استثمارات في مجالات أخرى، لتشكل في نهاية المطاف مجموعة كرافت شاملة لكل تلك الاستثمارات سنة  1998.
كان كرافت أحد المستثمرين في شركة تلفزيون نيو إنغلاند، التي حصلت على حق امتلاك ترخيص القناة السابعة لبوسطن في عام 1982، وأصبح عضوا في مجلس الإدارة بعد عام من ذلك، بعد بدء بث المحطة المرخصة آنذاك دبليو إن إي في التلفزيونية ، لتحل محل محطة دبليو إن إيه سي التلفزيونية السابقة. في عام 1986، وعُيّن كرافت رئيساً للشركة. في عام 1991، كما مارس حقه في بيع أسهمه مقابل ما قدر بـنحو 25  مليون دولار.

## ملكية الفرق الرياضية

### بوسطن لوبسترز
اشترى روبرت كرافت وهارولد باين وهربرت هوفمان وبوب مادس وبول سلاتر: فريق بوسطن لوبسترز الذي كان ينافس في دوري الاتحاد العالمي للتنس. وأنفقت المجموعة بسخاء لاستقطاب عدد من أفضل اللاعبين و اللاعبات ، ومن بينهم لاعبة التنس المشهورة مارتينا نافراتيلوفا ، وأصبح فريق اللوبسترز واحدا من أفضل الفرق في بطولة الفرق العالمية للتنس. و بعد موسم 1978، أعلن كرافت أن الامتياز الرياضي للفريق سيتم إنهاؤه. وبعد ذلك بوقت قصير  انهارت البطولة نفسها.
و بعد حل فريق اللوبسترز، ورد اسم كرافت ضمن المهتمين بشراء فريق بوسطن ريد سوكس وفريق بوسطن سيلتيكس.

### نيو إنجلاند باتريوتس
كان كرافت من مشجعي فريق نيو إنجلاند باتريوتس منذ أيام رابطة كرة القدم الأمريكية وكان من حاملي تذاكر الموسم منذ عام 1971، و عندما انتقل الفريق إلى ملعب شايفر.في عام 1985، اشترى كرافت حق امتيازالخاص بمضمار فوكسبورو سباق الخيل لمدة عشر سنوات ، وهو مضمار لسباق الخيول مجاور للملعب، وقد منع الشراء مالك فريق باتريوتس بيلي سوليفان آنذاك من تنظيم فعاليات غير متعلقة بفريق الباتريوتس في الملعب أثناء إقامة السباقات. واستغل كرافت حقيقة أن عائلة سوليفان كانت تمتلك  الملعب دون الأراضي المحيطة به ، وكانت تلك بداية سعيه الرامي إلى تملّك الملعب والفريق معا. و كانت عائلة سوليفان تعاني من تداعيات سلسلة من الاستثمارات الفاشلة ، كان أبرزها جولة النصر لجاكسون فايف عام 1984، والتي اضطرت العائلة إلى رهن ملعب سوليفان كضمان لها. وأجبرت تلك المشاكل في النهاية سوليفان على بيع حصة الاستحواذ على الفريق عام 1988، بينما دخل الملعب حالة الإفلاس المالي.
في عام 1988، تفوق كرافت على العديد من المنافسين في مزايدة علنية لشراء الملعب من سوليفان مقابل 22 مليون دولار من محكمة الإفلاس، على الرغم من أن الملعب كان أنذاك متهالكا وذا قيمة متدنية، و قد شملت الصفقة أيضا عقدا يتضمن إيجار الملعب لفريق نيو إنغلاند باتريوتس ممتدا حتى عام 2001. فقدم كرافت عرضا لشراء الامتياز الرياضي لفريق باتريوتس أيضا، إلا أن المزاد آل إلى فيكتور كيام. بعده حاول كل من سوليفان وكايم نقل الفريق إلى مدينة إلى جاكسونفيل، لكن كرافت رفض السماح لهما بفسخ عقد الإيجار. وكاد كيام أن ينهار بسبب استثماراته الخاسرة هو الآخر، فأُجبر على بيع فريق باتريوتس إلى جيمس أورثوين في عام 1992.
في سنة 1994، عرض أورثوين على كرافت 75 مبلغ مليون دولار لشراء ما تبقى من عقد إيجار فريق باتريوتس في ملعب فوكسبور قبل موعده حتى يتمكن من نقله إلى سانت لويس ، لكن كرافت رفض العرض. لم يعد أورثوين مهتما بالاستمرار في بتدبيرالفريق في نيو إنغلاند فقرر بيعه. غير أن بنود الاتفاق التشغيلي كانت تُلزم أي مشترٍ محتمل التفاوض مع كرافت. وهو ما وضعه في موقع تفاوضي قوي، و بسبب هذا البند ، شن كرافت ما يمكن عدّه استحواذا معاديا ، مقدّما عرضًا مباشراً بقيمة 172 مليون دولار لشراء الفريق بالكامل. في مقابل عرض ستان كرونكي المالك المستقبلي لفريق سانت لويس/لوس أنجلوس رامز الذي قدم مبلغا أكبر (200 مليون دولار) بنية نقل الفريق إلى سانت لويس.  غير أن هذا الخيار كان سيُلزم أورثوين بتحمّل جميع تكاليف الانتقال، بالإضافة إلى التكاليف القانونية المترتبة على فسخ عقد الإيجار. و عندما هدد كرافت أنه سيلجأ إلى المحكمة لإنفاذ العهد وإجبار كرونكي على البقاء في فوكسبورو، وجد أورثوين نفسه في موقف لا يُحسد عليه. ولم يكن أمامه من خيار سوى قبول عرض كرافت، والذي مثّل عرضه حينها أعلى مبلغ يُقدّم مقابل فريق في تاريخ دوري كرة القدم الأمريكية.
صرّح كرافت بأن حبه العميق تجاه فريق الباتريوتس دفعه إلى " كسر كل قواعده المالية " خلال سعيه الحثيث للاستحواذ على الفريق. بل إن كرافت لا يزال يعتقد أنه " دفع أكثر مما ينبغي " مقابل امتيازالاستحواذ عليه . ولا يزال كرافت يحتفظ في مكتبه بلافتة ترويجية لجولة النصر لفرقة جاكسون تذكارا للأحداث الذي مكنته من شراء فريق باتريوتس. وبعد مصادقة رابطة دوري كرة القدم الأمريكية على البيع، تمكن الفريق من بيع جميع تذاكر موسم 1994 بأكمله، ليكون أول موسم يُباع فيه الملعب بالكامل في تاريخ الامتياز. ومنذ ذلك الحين لم يشهد الفريق أي مباراة على أرضه سواء في فترة الإعداد للموسم، أو الموسم العادي، أو الأدوار الإقصائية دون أن تُباع كافة تذاكرها. في عام 2023، كان الباتريوتس واحداً من أغلى الامتيازات في الرابطة الوطنية لكرة القدم الأمريكية، حيث قدرت مجلة فوربس قيمته بنحو 7 مليارات دولار.

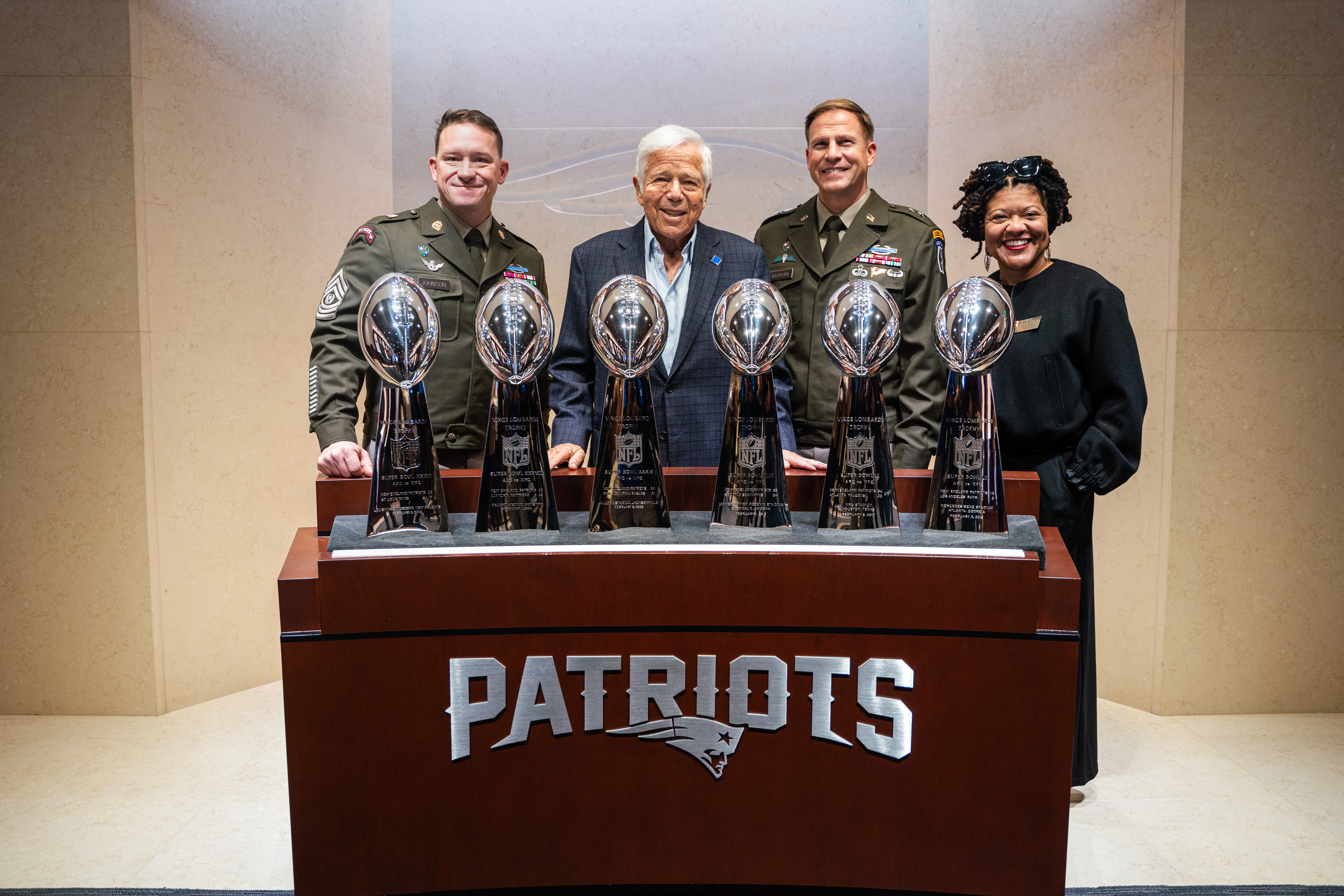
صورة لكرافت مع الكؤوس الستة لفريق باتريوتس جوائز فينس لومباردي.

في عام 1998، فكّر كرافت في نقل فريق باتريوتس إلى هارتفورد، كونيتيكت ، بناء على عرض من ولاية كونيتيكت لتمويل ملعب جديد، لكنه ألغى الصفقة قبل أن تصبح ملزمة له ليبني بدلا من ذلك ملعبا جديدا في فوكسبور مستفيدا من تمويل قدمته ولاية ماساتشوستس لتلك الغاية. في سنة 2002، قام كرافت بتمويل بناء ملعب جديد لفريق الباتريوتس بلغت كلفته 350 مليون دولار أُطلق عليه في البداية ملعب CMGI قبل أن يُعاد تسميته لاحقا ملعب جيليت. وفي عام 2007، شرع في تطوير الأراضي المحيطة به، منشئا مركزا تجاريا وترفيهيا مفتوحاً بقيمة 375 مليون دولار يسمى باتريوت بليس . وشمل التطوير " قاعة الشرف برعاية رايثيون"، وهو متحف متعدد الطوابق و صالة للمشاهير ملحقة بالملعب، بالإضافة إلى"سي بي إس سين"، وهو مطعم يحمل طابع شبكة قناة سي بي إس.
في 27 يناير 2000، قام كرافت بمبادلة اختيار الجولة الأولى في الدرافت مع فريق نيويورك جيتس مقابل الحصول على حقوق التعاقد مع بيل بيليشيك لتولي منصب المدير الفني للفريق. ووُجهت هذه الصفقة بانتقادات في ذلك الوقت، لكنها أثبتت نجاحها بعد أن قاد بيليتشيك الباتريوتس للفوز بست بطولات سوبر بول، وتسع بطولات للمؤتمر، وستة عشر لقبا للدوري. وفي العام نفسه ، اختار الباتريوتس لاعب الوسط توم برادي في الجولة السادسة من الدرافت، والذي أصبح اللاعب الأساسي للفريق من 2001 إلى 2019. ويُنسب الفضل إلى العلاقة المهنية التي جمعت بين كرافت، وبيلتشك، وبرادي، في بناء واحدة من أنجح الفرق الرياضية في كرة القدم الأمريكية ، على الرغم من أن العلاقة الشخصية بين الثلاثة شهدت توترا متزايدا فيما بعد.

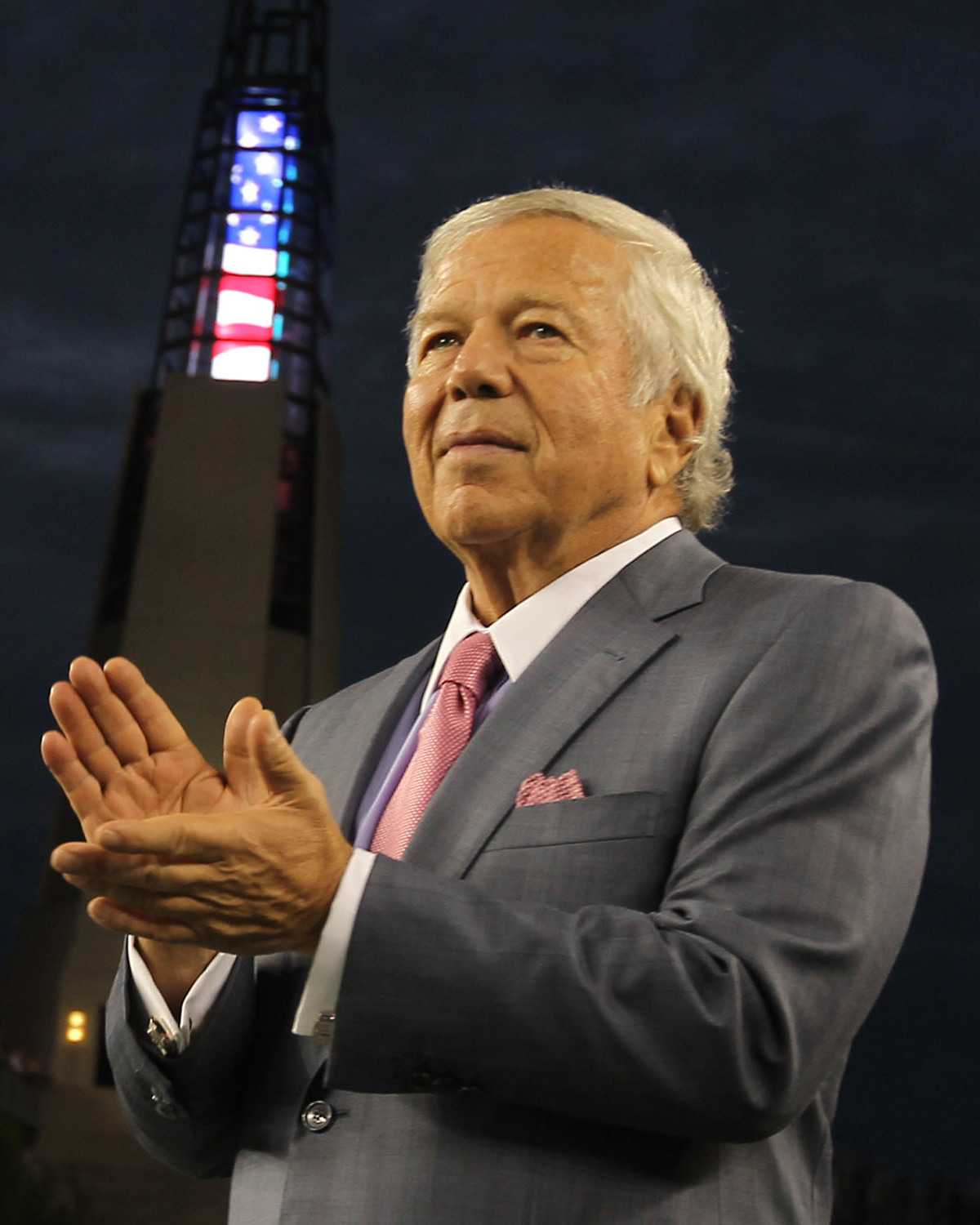
كرافت في ملعب جيليت سنة 2012

شهد فريق "نيو إنجلاند باتريوتس" تحت ملكية كرافت نجاحا دائما  لأول مرة في تاريخه. فعلى الرغم من ظهوره في مباراة السوبر بول العشرين تحت إدارة عائلة سوليفان، فإن ذلك الحدث كان واحدا من ستّ مشاركات فقط في الأدوار الإقصائية خلال 34 عاما. وفي واقع الأمر، فقد كانت تلك السنة التي بلغ فيها الفريق السوبر بول لا تمثل سوى ثاني انتصار له في الأدوار الإقصائية على مدى تاريخه حتى ذلك الحين. غير أن الحقبة التي تولّى فيها روبرت كرافت ملكية الفريق قد مثّلت تحولًا جذريًا؛ إذ بلغ الفريق الأدوار الإقصائية 21 مرة خلال 27 موسما، وأحرز لقب القسم الشرقي من الاتحاد الأميركي لكرة القدم في 19 مناسبة، بما في ذلك جميع المواسم تقريبًا منذ عام 2001، باستثناء ثلاثة فقط، وسلسلة متواصلة من 11 لقبًا بين عامي 2009 و2019. وقد مثّل فريق باتريوتس اتحاد كرة القدم الأميركي في بطولة السوبر بول في السنوات التالية: 1996 (خسر)، 2001 (فاز)، 2003 (فاز)، 2004 (فاز)، 2007 (خسر)، 2011 (خسر)، 2014 (فاز)، 2016 (فاز)، 2017 (خسر) و 2018 (فاز). وتجدر الإشارة إلى أنه قبل مجيء كرافت، لم يسبق للفريق أن حقق أكثر من 11 انتصارا في موسم واحد، لكنه تمكن، منذ ذلك الحين، من الفوز بما لا يقل عن 12 مباراة في 14 موسمًا، وكان من أبرز إنجازاته إنهاؤه الموسم العادي لعام 2007 دون هزيمة قبل الخسارة أمام فريق نيويورك جاينتس في سوبر بول الثانية والأربعين.
صرّح جيف ساترداي، لاعب خط الوسط في فريق إنديانابوليس كولتس، في إشارة إلى دور كرافت في المساعدة على تسوية إضراب اتحاد كرة القدم الأميركي قبل انطلاق موسم 2011: "إنه الرجل[يقصد كرافت] الذي ساعدنا في إنقاذ كرة القدم".
في عام 2005،وخلال زيارة إلى سانت بطرسبرغ ، أهدى روبرت كرافت خاتم السوبر بول الثالث الخاص به إلى الرئيس الروسي فلاديمير بوتن . وبعد عدة أيام من الزيارة، أصدر كرافت بيانا زعم فيه أن الخاتم كان هدية دافعها "الاحترام والإعجاب" بالشعب الروسي وقيادة بوتين. إلا أن كرافت صرّح لاحقا بأن نيّته الأصلية لم تكن تقديم الخاتم هدية وأن بيانه صدر تحت ضغط من البيت الأبيض بعد أن احتفظ بوتين بالخاتم. ويُعرض الخاتم حاليا مع الهدايا الرسمية الأخرى في الكرملين.
كتب اللاعب السابق في صفوف فريق نيو إنجلاند باتريوتس ريان أوكالاغان في كتابه أن كرافت دعمه عندما أعلن علنا عن مثليته الجنسية في عام 2017. ووفقًا لما رواه أوكالاهان، فإن كرافت دعاه إلى حفل استقبال وقال له: "ما فعلته تطلب الكثير من الشجاعة. أنا فخور بك جدا" مؤكداً له أنه سيظل"وطنيا إلى الأبد".

### كرة القدم

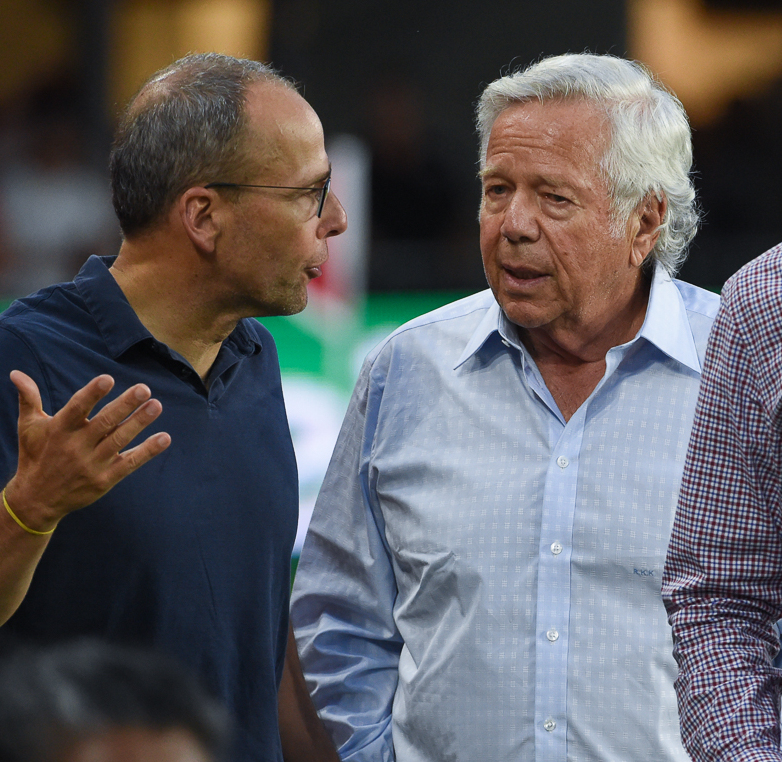
كرافت يتحدث مع ابنه جوناثان في مباراة نيو إنجلاند ريفولوشن سنة 2018

أسّس روبرت كرافت فريق نيو إنجلاند ريفولوشن في عام 1996 ، وهو عضو مؤسس في الدوري الأمريكي لكرة القدم والذي بدأ اللعب إلى جانب فريق باتريوتس في ملعب فوكسبره. كما امتلك أيضا  فريق سان خوسيه كلاش (الذي أصبح لاحقا  سان خوسيه إيرثكويكس ) في الفترة ما بين عامي 1998 و2000.
في نونبر  2005، التقى روبرت كرافت مع ريك باري ، الرئيس التنفيذي لفريق ليفربول الذي يمارس  في الدوري الإنجليزي الممتاز . وسرت شائعات حول اهتمام كرافت بالاستثمار في النادي الفائز بلقب دوري  أبطال أوروبا موسم 2004-2005. و صرح لإذاعة بي بي سي 5 لايف ‏: "ليفربول علامة تجارية عظيمة، وتحظى باحترام كبير من قبل عائلتنا. ونحن منفتحون دائما على مثل هذه الفرص وعلى التوسع في هذا المجال ، لذا لا يمكن التنبؤ بما قد يحدث." ومع ذلك، بِيع النادي في نهاية المطاف إلى الثنائي الأمريكي جورج جيليت وتوم هيكس. أما الآن، فإن ملكية نادي ليفربول تعود إلى مجموعة فينواي سبورتس ، وهي الجهة المالكة أيضا لنادي بوسطن ريد سوكس الأمريكي الذي يتخذ من مدينة بوسطن مقرا له.
في أكتوبر 2017، قال كرافت إنه "لا يزال متحمسا" لإمكانية شراء ناد لكرة القدم في الدوري الإنجليزي الممتاز ، لكنه أعرب عن قلقه بشأن غياب  سقف للرواتب ‏ في كرة القدم البريطانية.

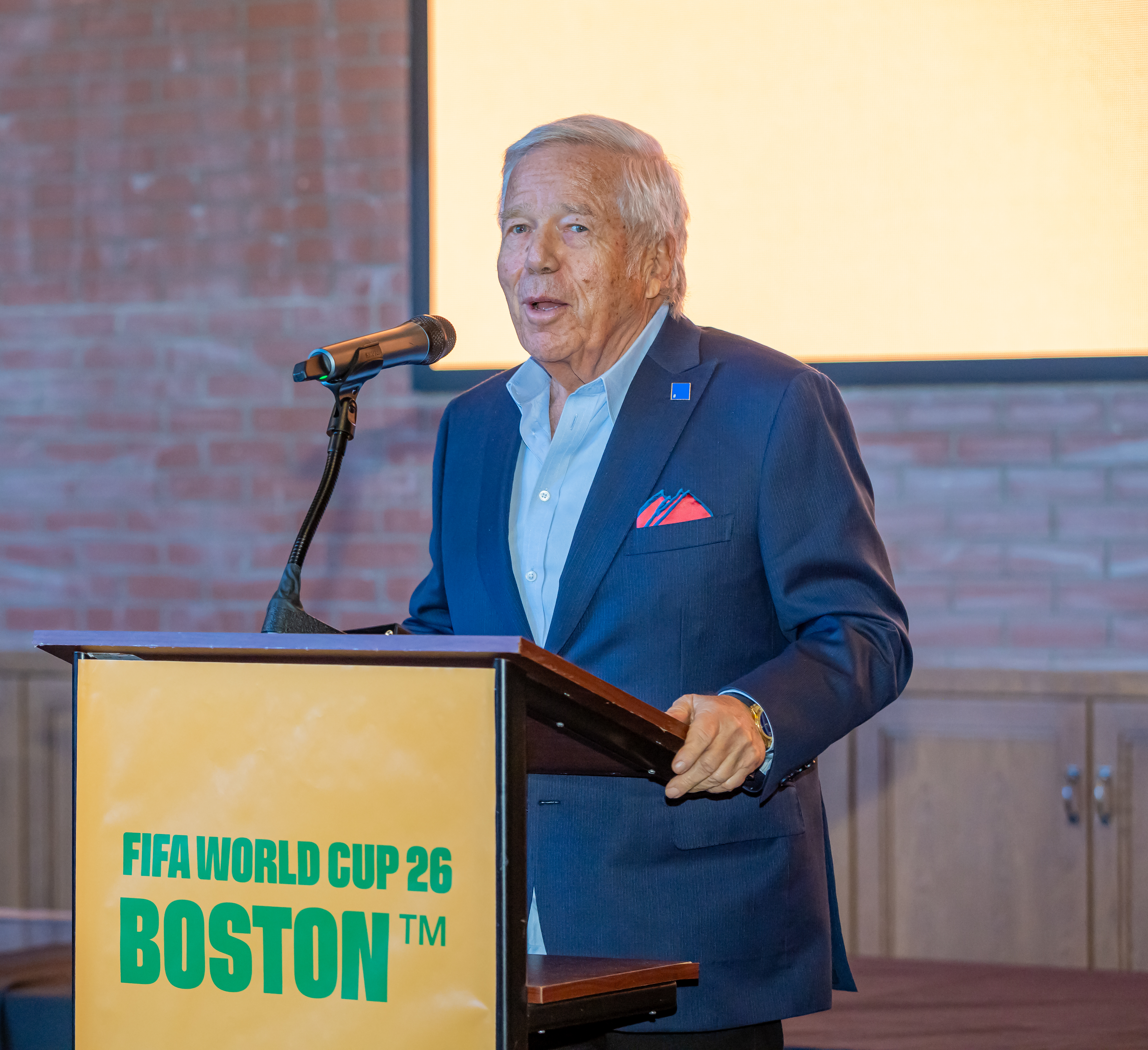
كرافت في عام 2023 في حدث للترويج لمباريات كأس العالم لكرة القدم 2026 المقرر إقامتها في ملعب جيليت الخاص بكرافت

وفي سنة  2017، تم تعيين روبرت كرافت رئيسا فخريًا لمجلس إدارة الملف المشترك الناجح بين كندا والمكسيك والولايات المتحدة لاستضافة كأس العالم لكرة القدم 2026 .
كما عيّن كرافت  في سنة 2019: بروس أرينا مديرا فنيا ورياضيا لفريق نيو إنجلاند ريفولوشن ، والذي حقق مع الفريق في عام 2020 أول انتصار له في الأدوار الإقصائية منذ ستة أعوام.

### الرياضات الإلكترونية
أعلنت شركة بليزارد إنترتينمنت t في يوليو 2017 أن كرافت اشترى حقوق ملكية فريق  بوسطن أبرزينغ ‏ ، وهو أحد الفرق السبعة الأولى في دوري دوري أوفرواتش  للرياضات الإلكترونية الاحترافية. وقد شارك الفريق في الموسم الأول من الدوري. . وبدأ الموسم التحضيري للدوري في السادس من ديسمبر عام 2017، وانطلق الموسم الاعتيادي في العاشر من يناير عام 2018. وحقق فريق بوسطن أبريزينج المركز الثالث في الموسم الافتتاحي للدوري.
- بطولة السوبر بول ست مرات (بصفته مالك فريق باتريوتس: 36 ، 38، 53 ، 51 ، 49، 39 )
- جائزة جورج هالاس (2012).[61]

## الأعمال الخيرية
قدّمت عائلة كرافت تبرعات بمئات ملايين الدولارات لدعم مشاريع خيرية متنوعة، شملت مجالات التعليم، وقضايا الأطفال والنساء والرعاية الصحية والرياضات الشبابية،  بالإضافة إلى دعم القضايا الأمريكية والإسرائيلية. ومن بين المؤسسات التي حظيت بدعم عائلة كرافت جامعة كولومبيا ، وكلية هارفارد للأعمال، وجامعة برانديز، وكلية الصليب المقدس، و كلية بوسطن، وجامعة تافتس، وجامعة يشيفا،  ومدرسة بلمونت هيل ‏ ، ونوادي الفتيان والفتيات في بوسطن.
في عام 1989، أطلقت ميرا وروبرت كرافت صندوق جواز السفر إلى إسرائيل، بالتعاون مع المؤسسات الخيرية اليهودية المتحدة لبوسطن الكبرى ، لمساعدة الآباء على إرسال أبنائهم المراهقين في رحلات إلى إسرائيل. ومن أبرز المشاريع التي موّلتها عائلة كرافت دعمهم  لكرة القدم الأمريكية في إسرائيل ، بما في ذلك ملعب عائلة كرافت في القدس ودوري كرة القدم الإسرائيلي التابع لعائلة كرافت . وفي سنة 1990، قام كرافت وزوجته و حماه  بتمويل كرسي أكاديمي مشترك بين جامعة برانديز وكلية الصليب المقدس ، مما أدى إلى تشكيل كراسي كرافت-هايات الموقوفة للدراسات المقارنة بين الأديان، والذي يعد أول كراسي أكاديمي موقوف  في الولايات المتحدة يُعنى بالحوار بين الأديان.
في عام 2000، تبرع كرافت بمبلغ 11.5 مليون دولار لبناء مركزهليل التابع لجامعتي كولومبيا وبارنارد الذي شُيّد من نفس الحجر الأبيض المستخدم في بناء مدينة القدس. في عام 2007، وبعد تقديم تبرع آخر قيمته 5 ملايين دولار لبرنامج الألعاب الرياضية بين الكليات في جامعة كولومبيا ، أُطلق اسم "ملعب "روبرت ك. كرافت". على ملعب جامعة كولومبيا في مجمع لورنس أ وين التابع للجامعة ، والواقع ضمن مجمّع بيكر فيلد.
في عام 2011، تعهّدت عائلة كرافت بتقديم عشرين مليون دولار أمريكي إلى مؤسسة بارتنرز للرعاية الصحية لإطلاق "المركز الوطني لعائلة كرافت للقيادة والتدريب في مجال الصحة المجتمعية، وهي مبادرة صُممت لتحسين إمكانية الوصول إلى الرعاية الصحية عالية الجودة في مراكز الصحة المجتمعية في جميع أنحاء نيو إنجلاند. كما قدّمت عائلة كرافت دعمًا لمعهد دانا فاربر للسرطان في بوسطن.
وعقب تفجير ماراثون بوسطن عام 2013، أعلن كرافت عن نيته مضاعفة التبرعات المقدمة للضحايا عبر مؤسسة نيو إنجلاند باتريوتس الخيرية. بما يصل إلى 100,000 دولار.
في عام 2017 أعلن كرافت عن تبرّع قدره 6 ملايين دولار لبناء أول ملعب لكرة القدم الأمريكية مُطابق للمواصفات الرسمية في إسرائيل ، وفي يونيو من العام ذاته، قام كرافت برفقة عدد من لاعبي قاعة مشاهير الدوري الوطني لكرة القدم الأميركية  بزيارة إسرائيل لحضور افتتاح المجمع الرياضي التابع لعائلة كرافت. ومنذ تلك الرحلة سنة  2017، قاد كرافت رحلات إضافية إلى إسرائيل تحت مسمى "الهبوط في إسرائيل"، بمشاركة لاعبي فريق باتريوتس وعدد من مشاهير كرة القدم الأمريكية، وفي العام نفسه، موَّلت شركة كرافت شراء شاحنة جديدة ضمن برنامج مركز كرافت للصحة المجتمعية التابع لمستشفى ماساتشوستس العام وذلك في إطار الجهود الرامية إلى مكافحة أزمة تعاطي المواد الأفيونية في بوسطن. وتتيح هذه الحافلات للأشخاص الذين يعانون من إدمان هذه المواد الحصول على خدمات الرعاية الصحية في أحيائهم السكنية.
في عام 2018، تبرع كرافت بمبلغ 10 ملايين دولار للمؤسسة الخيرية اليهودية الموحدة لبوسطن الكبرى لغاية تجديد مقرها الرئيسي في وسط مدينة بوسطن ‏. ففي عام 2019، نظّم كرافت، بالتعاون ، مع مالك نادي تشيلسي لكرة القدم رومان أبراموفيتش، مباراة كرة قدم بين فريق نيو إنجلاند ريفولوشن ونادي تشيلسي لكرة القدم، تحت شعار: " صافرة النهاية  ضد الكراهية "، لجمع التبرعات لمكافحة معاداة السامية ، وقد جمعت المباراة ما يُقدر بـ 4 ملايين دولار، تبرّع كرافت شخصيا بمبلغ مليون دولار منها لدعم هذا الصندوق.
في شهر يونيو 2019، حصل كرافت على جائزة التكوين الإسرائيلية . وخلال حضوره لحفل التكريم في مدينة القدس بهذه المناسبة، تعهد كرافت بتقديم 20 مليون دولار أمريكي لإنشاء مؤسسة تهدف إلى مكافحة معاداة السامية، والتصدي للمقاطعة وسحب الاستثمارات وفرض العقوبات (BDS) ضد إسرائيل، وفي الشهر التالي: تعهّد بتقديم 100 ألف دولار أمريكي لأسر سبعة من راكبي الدراجات النارية الذين لقوا حتفهم في حادث وقع في الشهر السابق، وقدّم كرافت تبرعا بمبلغ 20 ألف وشارك في مراسم التأبين التي أُقيمت في مدينة وورسيستر بمناسبة الذكرى السنوية الأولى لوفاة رجل الإطفاء كريستوفر روي  ، كما تعاون كرافت مع فنّانَيْ الموسيقى: جاي زي وميك ميل ، بالإضافة إلى مايكل جي. روبين: الرئيس التنفيذي لشركة فاناتيكس ، وآخرين للإعلان عن تأسيس مؤسسة لإصلاح نظام العدالة الجنائية تحمل اسم "تحالف الإصلاح" ، وفي إطار التنسيق مع هذا التحالف، دعا كرافت أكثر من خمسين طفلا تتراوح أعمارهم بين 5 و17 عاما للسفر على متن الطائرة الخاصة بفريق "باتريوتس" لحضور مباراة الفريق ضد "بافالو بيلز" في ملعب جيليت ، وقد كان جميع هؤلاء الأطفال أبناءً لآباء يقضون أحكاما بالسجن نتيجة مخالفات فنية لشروط الإفراج المشروط. واعتباراً من عام 2019، كان كرافت قد قاد 27 بعثة إلى إسرائيل.

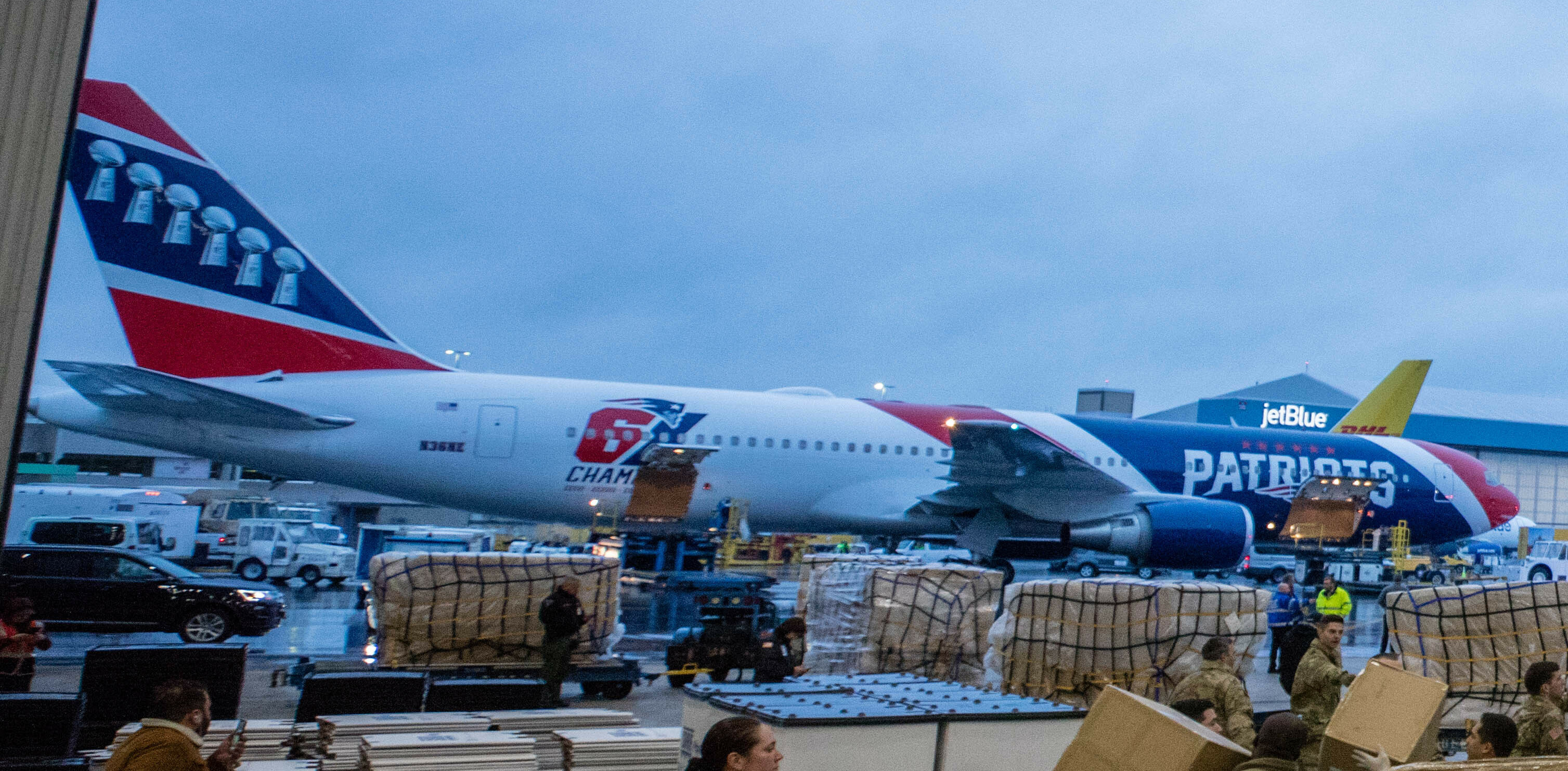
طائرة فريق نيو إنجلاند باتريوتس وهي تسلم أقنعة N95 إلى مطار لوغان الدولي في أبريل 2020.

في عام 2020، عقدت شركة كرافت اتفاقا مع الشركة الصينية تينسنت الصينية لتوريد 1.2 مليون كمامة من نوع N95  بهدف التبرع بها للعاملين في القطاع الطبي في ولايتي نيويورك وماساتشوستس في إطار المساعدة في مكافحة جائحة فيروس كورونا ، حيث أرسل الطائرة الخاصة بفريق الباتريوتس إلى الصين لاستلام هذه المستلزمات الطبية، وكانت المفاوضات الأولية قد أسفرت عن اتفاق لشراء 1.7 مليون كمامة، لكن السعة المتاحة على متن الطائرة لم تتسع سوى لـ1.2 مليون كمامة ، وقد سُمح للطائرة بالبقاء على الأرض في مطار شينزين باوان الدولي  في الصين لمدة ثلاث ساعات فقط، واستُخدمت هذه الطائرة أيضا في توصيل 500 ألف لقاح إلى السلفادور في ماي 2021 ، كما جرى توزيع الكمامات عبر شاحنة الفريق: حيث وُزعت 300 ألف كمامة في مدينة نيويورك، و900 ألف كمامة في ولاية ماساتشوستس، و100 ألف في ولاية رود آيلاند.
في ماي 2020، طرح كرافت خاتم بطولة السوبر بول الحادي والخمسين الخاص به للمزاد العلني، على أن تخصص عائداته لدعم جهود إطعام الأفراد الذين يواجهون انعدام الأمن الغذائي لجائحة كوفيد 19.
وفي أكتوبر من عام 2021، قدّم كرافت الطائرة الخاصة بفريق "باتريوتس" لفريق كرة القدم الأمريكية التابع لجامعة رود آيلاند، وذلك بعد تعذر توفير رحلة طيران مستأجرة للفريق. وقد تكفّل كرافت بجميع التكاليف، رغم أن الفريق كان يتوقع تغطية النفقات من ميزانيته الخاصة.
في أبريل 2022، أعلنت كلية هارفارد للأعمال عن إنشاء "صندوق روبرت كرافت العائلي للزمالات الدراسية" ، وتعهدت بتخصيص 24 مليون دولار وذلك لدعم الطلبة المحتملين ذوي الدخل المحدود وتمكينهم من الالتحاق بكلية هارفارد للأعمال.

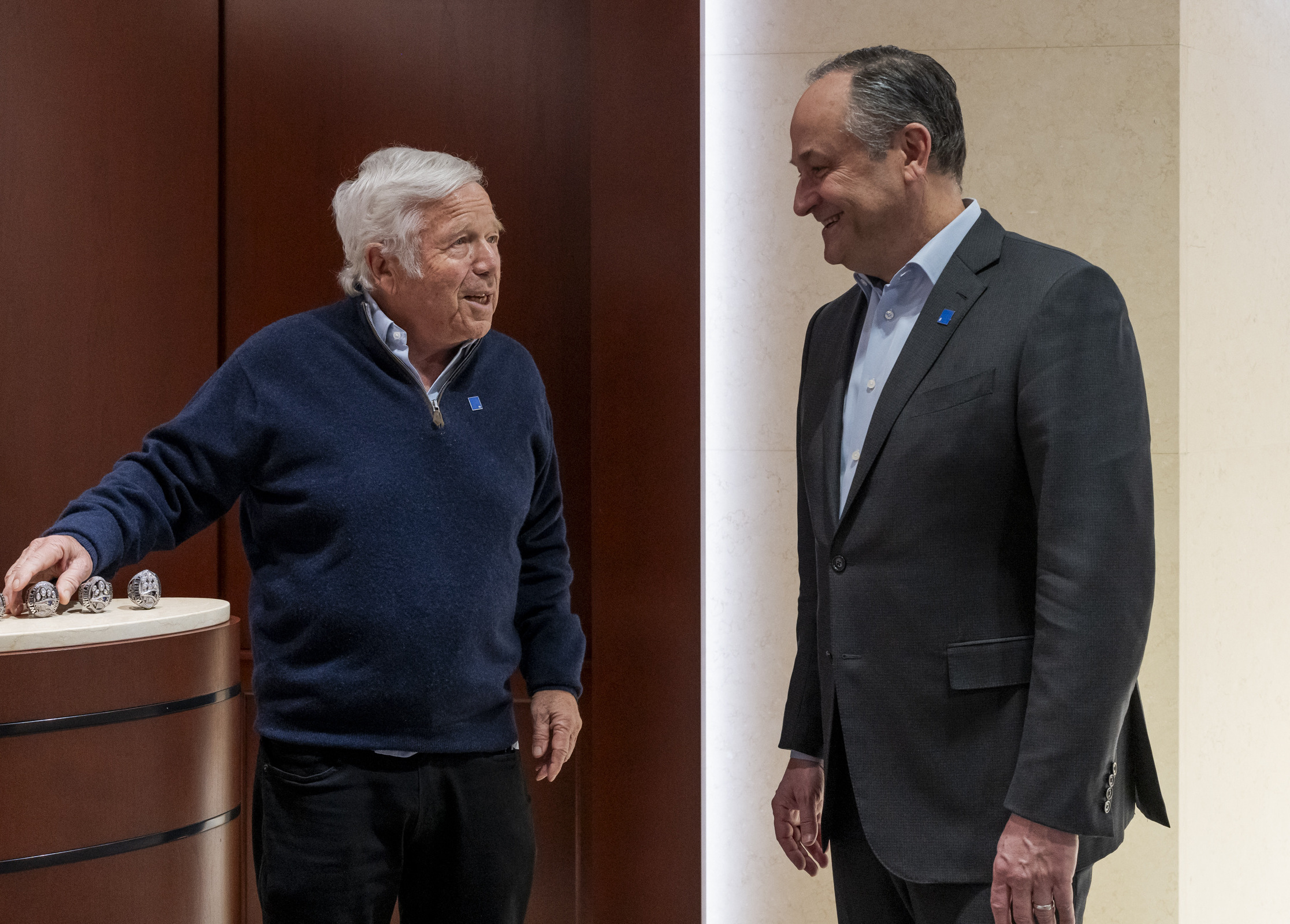
صورة تجمع بين كرافت مع نائب السيد الثاني الأمريكي دوغ إمهوف خلال فعالية لـ "قدامى المحاربين اليهود" أُقيمت في ملعب جيليت في فبراير 2024.

في 30 أكتوبر 2022، رعت مؤسسة مكافحة معاداة السامية (FCAS)، التي أسسها كرافت، إعلانا يحث الناس على استنكار الكراهية الموجهة ضد الشعب اليهودي.  وقد بُث الإعلان خلال مباريات دوري كرة القدم الأمريكي (NFL) تحت عنوان "لنقف في وجه كراهية اليهود". " وذلك ردا على التصريحات المعادية للسامية التي أدلى بها كاني ويست ، ثم كايري إيرفينج لاحقا ، واستثمر كرافت 25 مليون دولار في حملة " لنقف في وجه كراهية اليهود " التي أطلقتها المؤسسة في مارس 2023 بهدف زيادة الوعي بشأن معاداة السامية المنتشرة على الإنترنت. وأشار المدير التنفيذي للمؤسسة إلى أنه سيتم بث الإعلانات خلال مجموعة من الفعاليات الرياضية مثل درافت الدوري الوطني لكرة القدم الأمريكية (NFL Draft)، والتصفيات النهائية لدوري كرة السلة الوطني ودوري الهوكي الوطني، وكذلك من خلال المؤثرين على وسائل التواصل الاجتماعي.
في أبريل 2024، و خلال الاحتجاجات والاعتصامات الطلابية المؤيدة للفلسطينيين في جامعة كولومبيا أثناء الحرب على  غزة ، أوقف كرافت تمويل جامعة كولومبيا بدعوى سوء  معاملتها  للطلاب والموظفين اليهود ‏ ، مشيرا إلى" خطاب الكراهية المتفشي فيها ".

## حياته الشخصية
في يونيو 1963، تزوج كرافت من ميرا ناتالي هايت، التي تخرجت من  جامعة برانديز عام 1964 وابنة رجل الأعمال جاكوب هايت من مدينة ووستر بولاية ماساتشوستس و الذي عرف عنه تخصيص جزء من ثروته للتبرعات. وتوفيت ميرا كرافت في 20 يوليو 2011، إثرإصابتها بسرطان المبيض، عن عمر يناهز 68 سنة ، و كانت عائلة كرافت من أتباع  معبد إيمانوئيل في نيوتن، ماساتشوستس. وارتدى فريق باتريوتس طوال موسم 2011  قميصا يحمل  رقعة تحمل الأحرف الأولى من اسم كرافت (MHK) ، وقد أنجب الزوجان أربعة أبناء و هم جوناثان كرافت، ودانيال كرافت، وجوشوا كرافت ، وديفيد كرافت.
في يونيو 2012، بدأ كرافت في مواعدة الممثلة ريكي نويل لاندر ‏، والتي كانت تصغره بثمانية وثلاثين عامًا  . و في يوليوز 2012، ساعد كرافت "لاندر" في إنتاج فيديو تجريبي لأداء دور في فيلم "ذا إنترنشيب" The Internship، وقد تضمنت حوارات هذا النص السينمائي إيحاءات جنسية، مما دفع كرافت لإصدار بيان أعرب فيه عن ندمه لانتشار شريط الاختبار علنا، وانفصل لاندر وكرافت سنة 2018.
في عام 2017، تبرع كرافت بمليون دولار لاحتفالات يوم تنصيب ترامب، و في عام 2020، وصف المدرب في الدوري الوطني لكرة السلة جريج بوبوفيتش كرافت بأنه "منافق" لدعمه ترامب في الوقت الذي يدّعي فيه الدفاع عن العدالة الاجتماعية.
في عام 2019، كان كرافت من بين 25 شخصا وُجّهت إليهم  اتهامات بجنحة من الدرجة الأولى تتعلق بالتحريض على ممارسة البغاء في  أحد المنتجعات الصحية، وقد قدّم محاميه مذكرة إلكترونية تتضمن دفعا ببراءته، ثم أودع لاحقا مذكرة قانونية أخرى يعلن فيها تنازله عن المثول أمام المحكمة، مؤكدا براءته من جميع التهم، ومطالبا بمحاكمة أمام هيئة محلفين، وأظهرت مذكرة قدمها محامو كرافت أنه قد تم تركيب كاميرات مخفية عندما دخل المحققون المنشأة تحت ستار الاشتباه في الاتجار بالبشر . وقد حكم قاض من مقاطعة بالم بيتش بأن المدعين العامين لا يمكنهم استخدام هذه الفيديوهات في قضيتهم، ، مستندا إلى كون الأمر يعد انتهاكا للخصوصية. كما قضت محكمة استئناف في فلوريدا بأن الحقوق الدستورية لكرافت، قد انتهكت وأُسقطت جميع التُهم عنه ،وأمر القاضي الفيدرالي "رودولفو رويز" ‏ بإتلاف التسجيلات المرئية موضوع التهمة.
في مطلع عام 2022، أعلن تومي هيلفيغر عن خطوبة "روبرت كرافت" و"دانا بلومبرغ" خلال  حفل افتتاح فعالية "أمفارغالا بالم بيتش"، وتزوجا في مدينة نيويورك في أكتوبر 2022.

## الجوائز والتكريمات
الرابطة الوطنية لرياضة الجامعات
- جائزة ثيودور روزفلت (2006).[142][143]
- جائزة جون جاي من جامعة كولومبيا (1987).[143]
- ميدالية ألكسندر هاملتون من جامعة كولومبيا (2004).[143]
- تم تغيير اسم ملعب كرة القدم بجامعة كولومبيا إلى ملعب روبرت ك. كرافت.[67][143]
- دكتوراه فخرية في الآداب(2015) [63] من جامعة يشيفا.[144]

الدوري الأمريكي لكرة القدم
- نيو إنجلاند ريفولوشن (بصفتها المالك): درع المشجعين لعام 2021 ، وكأس الولايات المتحدة المفتوحة لعام 2007

التنظيم
- تم إدخاله إلى الأكاديمية الأمريكية للفنون والعلوم (2011).[145]
- الحضول على ميدالية كارنيجي هول للتميز (2013).[146]
- جائزة جينيسيس (2019).[79][147][148]

## روابط خارجية
- سيرة نيو إنجلاند باتريوتس
- سيرة ثورة نيو إنجلاند
- مجموعة كرافت
- فوربس 2011: أغنى 400 أمريكي: #263 روبرت كرافت
- فوربس 2008: أكبر 500 شركة خاصة أمريكية: #326 مجموعة كرافت
- فوربس 2011: مليارديرات العالم: #833 روبرت كرافت